# Faisão-manchuriano
O faisão-manchuriano ou faisão-orelhudo-azul (Crossoptilon auritum) é um faisão que pode atingir até 96 cm de comprimento.
O seu habitat de origem são as florestas montanhosas no centro da China. A sua dieta consiste principalmente em bagas, sementes e outros vegetais.
É um dos faisões mais comuns do género Crossoptilon, e o seu estado de conservação como espécie está avaliado em pouco-preocupante pela Lista Vermelha da IUCN das espécies ameaçadas.